# Heterorachis despoliata
Heterorachis despoliata là một loài bướm đêm trong họ Geometridae.